# Fosnes

Wappen von Fosnes

Fosnes war eine norwegische Kommune im Fylke Trøndelag mit 605 Einwohnern (Stand: 1. Januar 2019) auf einer Fläche von 545 km². Der Sitz der Verwaltung war in Dun. Im Zuge der Kommunalreform in Norwegen wurden Fosnes und Namdalseid zum 1. Januar 2020 mit Namsos zusammengelegt.
Die Kommunennummer war 5048.